# Hauptlaboratorium (Darmstadt)
Das Hauptlaboratorium ist ein Bauwerk in Darmstadt.

## Architektur und Geschichte

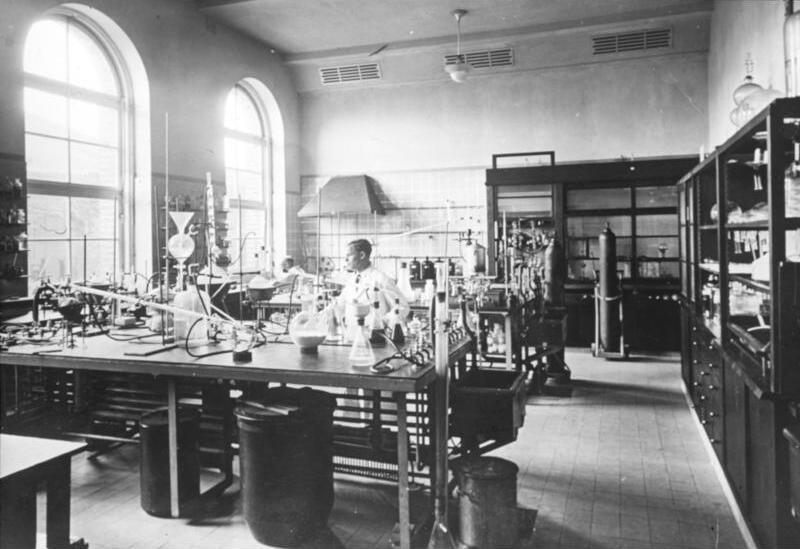
Hauptlaboratorium (1936)

Das Hauptlaboratorium der Firma Merck wurde im Jahre 1928 vom Architekten Eugen Seibert entworfen.
Seibert entwarf das Laborgebäude im rationalen, vom Ziegel-Expressionismus geprägten Stil. Das Institutsgebäude dokumentiert im Vergleich zu den Bauten von Friedrich Pützer anschaulich den Wandel in der Architektur.
Zu den markanten Bauelementen des Bauwerks gehören die betont schlichte, unverputzte Fassade, die dekorativ vermauerten Klinker, das Flachdach und das Hauptportal mit der Treppe.

## Denkmalschutz
Aus architektonischen und ortsgeschichtlichen Gründen ist das Bauwerk ein Kulturdenkmal.